# Bangun Sari (Babat Toman)
Bangun Sari is een bestuurslaag in het regentschap Musi Banyuasin van de provincie Zuid-Sumatra, Indonesië. Bangun Sari telt 1955 inwoners (volkstelling 2010).